# 榊原康勝
榊原 康勝（さかきばら やすかつ）は、江戸時代前期の武将、大名。上野館林藩第2代藩主。榊原家2代当主。官位は従五位下・遠江守。徳川四天王の一人・榊原康政の三男。大須賀忠政、榊原忠長の弟。正室は加藤清正の娘・本浄院（古屋）。子に勝政。

## 生涯
榊原康政の三男であったが、慶長11年（1606年）には父の病死により、上野館林藩10万石の遺領を継いだ。これは、長兄の大須賀忠政は外祖父・大須賀康高の養子として大須賀家へ出されており、次兄の忠長は早世していたためである。
康勝が家督を継いだ頃、館林藩の財政は早々に逼迫しており、これを憂慮した肥後国主で義父である加藤清正が財政再建のため、たびたび榊原家に提言を行っている。
慶長19年（1614年）からの大坂の陣にも徳川方として参陣し、冬の陣では佐竹義宣隊の窮地を救っている。翌年の夏の陣にも参陣し、5月6日の若江の戦いで豊臣方の木村重成と戦闘、翌日の天王寺・岡山の戦いにも一手の大将として参戦したが、受け持った天王寺口は同役の本多忠朝、寄騎の小笠原秀政・忠脩父子が討死するなどの激戦となった。
夏の陣後の5月27日、大坂から引き上げた先の京都にて、以前から患っていた腫れ物のために死去した。26歳。『難波戦記』などの書物には、大坂冬の陣で腫れ物（痔）が破け、大量に出血、それが夏の陣の激戦で悪化したが、鞍壷に血が溜まってなお戦い続け、治癒することなく死亡したと記されている。法名は心光院殿長誉了英大禅定門。墓所は館林市の善導寺。

## 相続・子孫
康勝には庶子・勝政（平十郎）がいたが、康勝の長兄で大須賀家に養子に出ていた大須賀忠政の子の大須賀忠次（康勝からは甥に当たる）が家督を継承した。
これについては勝政が幼少であったことから、家老の中根吉衛門、原田権左衛門、村上弥右衛門の3名は、幼君では武功を立てがたく、立身を望めないと策謀して、幕府・家康からの質問に対し康勝に嗣子なしと回答した、という記事が『横須賀覚書』に見える。その後、家老の悪事が発覚して3名は流罪にされたという伝承もあるが、康勝が亡くなった後もこの三家は榊原家に仕え、元和5年（1624年）には2代将軍・徳川秀忠からおのおの1千石の相続公知が認められ（御附家老参照）、以後も代々幕府からの朱印地および榊原家からの知行地は継承されている。
榊原家の『綏定録』には勝政は3歳まで病身であり、かつ康勝の実子としての御披露目もなされないうちに康勝が死去してしまったため、忠次が養子に迎えられたとしている。その後の研究において、江戸幕府が大名の婚姻統制の強化を進めていたこと（康勝の死の直後に出された武家諸法度で明文化される）、康勝と古屋（本浄院）との婚姻が徳川家康直々の仲介によるものであったために、古屋（本浄院）以外の女性との間に男子を儲けた事実が発覚した場合、榊原家の存続に関わる事態に発展することを危惧したからであると推測されている。
こうした事情もあり、最終的には家康より榊原の名跡継承の意志を問われた忠政が榊原の名跡を継ぎたいと回答したため、忠次が榊原家に復帰し、相続をすることになっている。またこれにより、大名大須賀家は絶家となった。
その後、勝政は熊本藩主・加藤忠広に預けられるなど流転したが、最終的には幕府より1,000俵を与えられ、その子・勝直から旗本榊原家が始まる。後に勝直の子の政邦が榊原本家を継いでいる。

## 系譜
父母
- 榊原康政（父）
- 花房氏（母） - 側室

正室
- 本浄院 - 加藤清正の娘

側室
- 覚心院

子女
- 榊原勝政